# Уйла
Уйла (рум. Uila) — село у повіті Муреш в Румунії. Входить до складу комуни Батош.
Село розташоване на відстані 300 км на північ від Бухареста, 43 км на північ від Тиргу-Муреша, 79 км на схід від Клуж-Напоки.

## Населення
За даними перепису населення 2002 року у селі проживали 602 особи.
Національний склад населення села:
| Національність | Кількість осіб | Відсоток |
| -------------- | -------------- | -------- |
| румуни         | 215            | 35,7%    |
| цигани         | 197            | 32,7%    |
| угорці         | 175            | 29,1%    |
| німці          | 12             | 2,0%     |

Рідною мовою назвали:
| Мова      | Кількість осіб | Відсоток |
| --------- | -------------- | -------- |
| румунська | 240            | 39,9%    |
| угорська  | 179            | 29,7%    |
| циганська | 169            | 28,1%    |
| німецька  | 13             | 2,2%     |